# Woldemar Baron von Uxkull

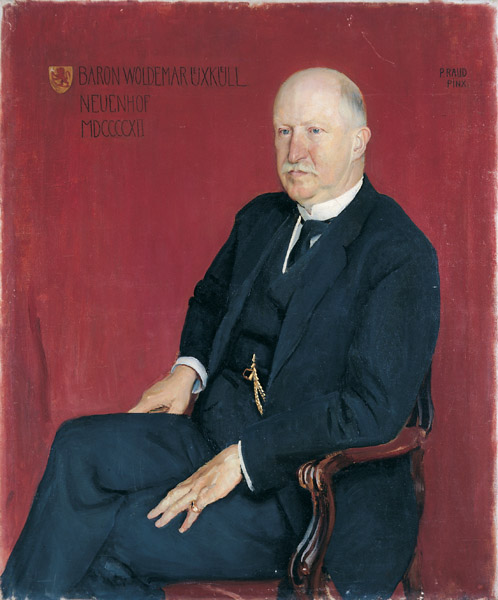

Woldemar Baron von Uxkull (* 23. August 1860 in Uuemõisa (Großdorf); † 15. März 1945 in Basel) war ein deutsch-baltischer Mystiker und Schriftsteller.

## Leben
Woldemar Baron von Uxkull entstammt dem Adelsgeschlecht Uexküll. Von 1906 bis 1914 absolvierte er Vortragsreisen in viele Länder. Nach 1918 lebte er in Österreich und der Schweiz.

## Schriften (Auswahl)
- Die Schwurbrüder. Berlin 1911.
- Kaukasische Novellen. Berlin-Lichterfelde 1912.
- Das Kriegsgericht. Hamburg-Großborstel 1912.
- Spartacus. Ein Roman aus der römischen Gladiatorenzeit. Dresden 1920.